# Szefowie wrogowie
Szefowie wrogowie (ang. Horrible Bosses) – amerykański film fabularny (czarna komedia) z 2011 roku w reżyserii Setha Gordona.

## Opis fabuły
Nick (Jason Bateman), Kurt (Jason Sudeikis) i Dale (Charlie Day) są przeciętnymi facetami. Starają się, jak mogą, ale ich przełożeni zastawiają na nich pułapki i w ohydny sposób robią z nich ofiary. Nick haruje w korporacji i jest dręczony psychicznie przez władczego VP Dave'a Harkena (Kevin Spacey), prawdziwego tyrana. Dale jest ofiarą swojej szefowej-nimfomanki, drapieżnej dentystki dr. Julii Harris (Jennifer Aniston). Na Kurta uwziął się zaś Pellit Jr. (Colin Farrell), spadkobierca firmy, egoista uzależniony od kokainy.
Nick, Kurt i Dale są przekonani, że jedyną rzeczą, która może uczynić ich życie bardziej znośnym jest pozbycie się ich na wskroś nieznośnych szefów. Swój plan postanawiają wprowadzić w życie.

## Obsada
- Jason Bateman jako Nick Hendricks
- Jason Sudeikis jako Kurt Buckman
- Charlie Day jako Dale Arbus
- Jennifer Aniston jako doktor Julia Harris
- Colin Farrell jako Bobby Pellitt
- Kevin Spacey jako Dave Harken
- Jamie Foxx jako Dean Jones
- Donald Sutherland jako Jack Pellitt